# Посадова інструкція
Посадо́ва інстру́кція — документ, що визначає організаційно-правове становище працівника в структурному підрозділі, що забезпечує умови для його ефективної праці. Посадова інструкція — це кадровий документ.
Посадові інструкції складаються з розділів: «Загальні положення», «Завдання та обов'язки», «Права», «Відповідальність», «Повинен знати», «Кваліфікаційні вимоги» та «Взаємовідносини (зв'язки) за професією, посадою». У робочих інструкціях розділи «Загальні положення», «Взаємовідносини (зв'язки) за професією» можуть бути відсутні.
1. У розділі «Загальні положення» наводяться дані про сутність, особливості і мету робіт, порядок укладення та припинення трудового договору, класифікаційні критерії, визначальні ознаки спеціальності й спеціалізації, додаткові відомості про посаду, професію або роботи працівника тощо.
2. Розділ «Завдання та обов'язки» розкриває зміст робіт, які має виконувати працівник. У робочій інструкції цей розділ повинен містити характеристики робочого місця.
3. У розділі «Права» визначаються і наводяться делеговані працівникові правові засоби, за допомогою яких забезпечується виконання покладених на нього завдань та обов'язків.
4. Розділ «Відповідальність» містить показники особистої відповідальності за виконання робіт, а також переліки результатів, яких необхідно досягти працівникові в процесі професійної діяльності за вказаною посадою, професією або роботою.
5. У розділі «Повинен знати» подаються додаткові порівняно з кваліфікаційною характеристикою вимоги до знань, умінь, майстерності працівника, викликані реальними умовами виробництва, особливостями устаткування, матеріалів, інструментів, що використовуються для виконання робіт.
6. Розділ «Кваліфікаційні вимоги» містить норми, які стосуються рівнів освіти, кваліфікації, досвіду, спеціалізації, достатніх для повного і якісного виконання робіт за посадою або на робочому місці.
7. Розділ «Взаємовідносини (зв'язки) за професією, посадою» розкриває взаємовідносини та зв'язки з іншими працівниками в підрозділі і за його межами, умови заміщення в разі відсутності тощо.

У зв'язку з тим, що окремі кваліфікаційні характеристики працівників містять тільки основні або типові завдання та обов'язки, роботодавець може доповнювати посадові (робочі) інструкції роботами, які входять до складу статутів, регламентів, технологічних карт, інструкцій та інших нормативних документів, установлених адміністрацією за погодженням з профспілковим або іншим уповноваженим на представництво трудовим колективом органом.